# Джембойлук
Джембойлук — историческая область на юге Украины между низовьями Днепра и Крымским полуостровом — ныне территория Херсонской и Запорожской областей. 

## История
В XVIII веке эта территория была населена одной из ногайских орд (Орда Джембойлук, также Йимбулук), давшей региону своё имя Джамбуйлуцкая орда (другим наименованием орды была Перекопская Орда). В начале XVII века эта ногайская орда кочевала в степях нынешнего западного Казахстана на берегах реки Эмба (отсюда ногайское название Джембойлук: "Джем/Йем" — Эмба, "бой" — берег, "-лук" - собирательный аффикс), но подобно другим ногайцам была вынуждена под натиском калмыцкого нашествия Хо-Урлюка перекочевать к Волге (1628 год), а в 1715 году на Кубань. Впоследствии, подобно едисанцам, джембойлукская орда в 1728 году нашла прибежище на территории современной южной Украины под защитой крымских ханов. Севернее кочевий Джембойлука располагалась Едишкульская орда. После присоединения Джембойлука к России в 1770 году, в 1771 году ногайцы переселились на Северный Кавказ (к северу от Моздока), а область вошла в состав Новороссии.

## Отношения с Крымом
На протяжении всего XVIII века Джембойлук был крымской провинцией. Территория управлялась сераскиром — крымским наместником. Орда раз в год отсылала депутата на празднование курбан-байрама в Бахчисарай. Во время войн джембойлукцы выставляли в поход до 3 тысяч конников.